# 王献斋

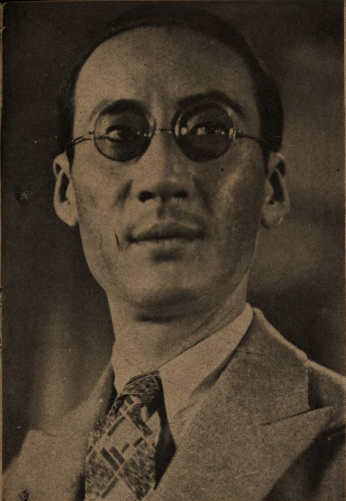
王献斋在《古塔奇案》中的剧照

王献斋（1900年—1942年），原籍山东，生于海参崴。原名有延。中华民国演员。

## 生平
幼年在哈尔滨度过，之后随家迁居上海。于上海沪江大学医科毕业后开设眼科诊所，曾在精益眼镜公司任验光员。1922年，入明星影戏学校学习，以主演《滑稽大王游沪记》开始影坛生涯，因《孤儿救祖记》成名。后相继在《歌女红牡丹》、《狂流》、《劫后桃花》等影片中饰演角色。抗日战争爆发后，参加上海影人剧团，在各地演出。1939年返回上海，1942年拍片时晕倒去世。其因擅演反派人物出名，特别是擅演油头滑脑、阴险毒辣的角色。